# Šmiklavž
Šmiklavž (pronuncia [ʃmiˈklaːu̯ʃ]) è un insediamento (naselje) di 150 abitanti, della municipalità di Slovenj Gradec nella regione statistica della Carinzia in Slovenia.
L'area faceva tradizionalmente parte della regione storica della Stiria, ora invece è inglobata nella regione della Carinzia.